# Битка при Илерда
Битката при Илерда (Ilerda) е битка през юни-август 49 пр.н.е. по времето на гражданската война на Цезар с Помпей. Състои се при Илерда (днес Лерида в Испания).
На страната на популарите е Гай Юлий Цезар с 37 000 души (6 легиона). На страната на оптиматите са легатите Луций Афраний, Марк Петрей и Марк Теренций Варон с 67 000 войници (7 легиона).
Луций Афраний и Марк Петрей капитулират след пораженията им от Цезар и предават петте си легиона на 2 август 49 пр.н.е. при Илерда на Цезар.